# اپولوم جوویز
اپولوم جوویز (انگلیسی: Epulum Jovis) در دین در روم باستان، اپولوم جوویز یک جشن آیینی مجلل در جشن‌های رومی بود که در ماه سپتامبر (۱۳ سپتامبر) به ژوپیتر در گاه‌شماری رومی تقدیم می‌شد و یک جشن کوچکتر در نوامبر (۱۳ نوامبر). در طول لودی رومی ("بازی‌های رومی") و «بازی‌های پلبی» جشن گرفته می‌شد.